# Reg (huyện), Kandahar
Reg là một huyện thuộc tỉnh Kandahar, Afghanistan. Dân số thời điểm năm 1999 là 1,619 người.